# Signalisation ferroviaire néerlandaise
La signalisation ferroviaire néerlandaise désigne l’ensemble des signaux conventionnels implantés sur le réseau ferré des Pays-Bas, destinés à assurer la sécurité des usagers. Elle est en vigueur depuis 1954.
Elle a été conçue pour être l'une des plus simples d'Europe ; elle est très liée à l'ATB, le système de signalisation en cabine généralisé sur ce réseau.
La voie normalement utilisée est celle de droite : les signaux sont donc placés sur ce côté. Cependant, sur les tronçons équipés pour rouler sur les voies dans les deux sens, les signaux sont placés à gauche.

## Histoire
Le premier système de signalisation lumineux a été mise en place en 1949, bien que nommé "système 1946", il est très différent de celui en vigueur depuis 1954.

## Signaux lumineux
Voici les formes courantes :
- signal surélevé (hooggeplaatst sein ou hoog sein en néerlandais, peut être utilisé partout) ;
- signal à fleur de sol (laaggeplaatst sein en néerlandais, appelé également "dwergsein", utilisé dans des zones où la vitesse ne dépasse pas 40 km/h, il ne sait pas présenter de chiffre lumineux) ;
- signal avertisseur (voorsein en néerlandais).

Leurs aspects sont classés suivant la couleur présentée (il n'y a jamais qu'une seule couleur présentée à la fois) :

### Variante verte
|  | - Vert fixe : passage autorisé (dans le cas d'un dwergsein, passage autorisé à 40 km/h) ; - Vert clignotant : passage autorisé à 40 km/h ; - Vert clignotant avec chiffre : passage autorisé à la vitesse indiquée (en dizaines de km/h). |

### Variante jaune
|  | - Jaune (fixe) : réduire la vitesse au moins à 40 km/h (le signal suivant est à l'arrêt) ; - Jaune (fixe) avec chiffre : réduire la vitesse à la valeur indiquée (en dizaines de km/h) ; - Jaune (fixe) avec chiffre clignotant : réduire la vitesse à la valeur indiquée (en dizaines de km/h), et maintenir le freinage si le signal suivant présente encore une variante jaune (utilisé pour signaliser les courtes sections) ; - Jaune clignotant : marche à vue. |

### Variante rouge
|  | - Rouge (fixe) : arrêt devant le signal ; - Rouge clignotant : arrêt devant le signal (sert aux trains de travaux). |

## Panneaux de vitesse
|  | Panneau de vitesse de référence de la ligne : autorise le relèvement de la vitesse à la valeur indiquée (en dizaines de km/h, si absente : 125 km/h) lorsque tout le convoi a franchi le panneau. |
|  | Panneau de réduction de vitesse : impose de réduire la vitesse à la valeur indiquée (en dizaines de km/h). |
|  | Panneau de vitesse : passage à la vitesse indiquée (en dizaines de km/h) ; il sert aussi bien pour matérialiser l'origine d'une zone à vitesse réduite (annoncée par le triangle jaune sur pointe) que pour autoriser le relèvement à une vitesse inférieure à la vitesse de référence de la ligne (dans ce cas, lorsque tout le convoi a franchi le panneau). |